# Zhangjiachang (sockenhuvudort i Kina, Shanxi Sheng, lat 40,08, long 112,83)
Zhangjiachang är en sockenhuvudort i Kina. Den ligger i provinsen Shanxi, i den norra delen av landet, omkring 250 kilometer norr om provinshuvudstaden Taiyuan. Antalet invånare är 12 122. Befolkningen består av 6 103 kvinnor och 6 019 män. Barn under 15 år utgör 15,0 %, vuxna 15-64 år 74 %, och äldre över 65 år 9,0 %.
Runt Zhangjiachang är det ganska tätbefolkat, med 160 invånare per kvadratkilometer. Närmaste större samhälle är Dianwan, 11,1 km söder om Zhangjiachang. Trakten runt Zhangjiachang består i huvudsak av gräsmarker.
Genomsnittlig årsnederbörd är 611 millimeter. Den regnigaste månaden är juli, med i genomsnitt 182 mm nederbörd, och den torraste är januari, med 3 mm nederbörd.